# Улица Певцы
Улица Певцы (до 2023 года — улица Ривкина) (укр. Вулиця Півці) — улица в Деснянском районе города Чернигова, исторически сложившаяся местность (район) Певцы. Пролегает от улицы Анатолия Шкурко (Академика Рыбакова) до административной границы Черниговского горсовета с Черниговским районом. 
Примыкают улицы Юдашкина (Школьная), Хозяйственная, Черниговская, Ящука (переулок Космонавтов).

## История
Согласно Топографической карте М-36-015, по состоянию местности на 1985 год улица была проложена.
Переименована, после вхождения села Певцы в состав города Чернигова, для упорядочивания названий улиц, поскольку в Чернигове уже была улица с данным названием в районе Бобровицы.
Изначально, в 2009 году городской комиссией по переименованию улиц, улицу рекомендовалось переименовать на улицу Степана Подобайло.
Исходя из предложений комиссии по упорядочиванию наименований улиц по увековечению памяти, 23 ноября 2010 года Урожайная улица переименована на улица Ривкина — в честь Героя Советского Союза, уроженца Чернигова Бориса Мироновича Ривкина, согласно Решению Черниговского городского совета (городской глава А. В. Соколов) 48 сессии 8 созыва «Про переименование улиц города» («Про перейменування вулиць міста»).
С целью проведения политики очищения городского пространства от топонимов, которые возвеличивают, увековечивают, пропагандируют или символизируют Российскую Федерацию и Республику Беларусь, 21 февраля 2023 года улица получила современное название — в честь исторически сложившаяся местности  Певцы, где улица расположена, согласно Решению Черниговского городского совета № 29/VIII-7 «Про переименование улиц в городе Чернигове» («Про перейменування вулиць у місті Чернігові»).

## Застройка
Улица пролегает в северном направлении, пересекает безымянный ручей, впадающий в реку Стрижень. Парная и непарная стороны улицы заняты усадебной застройкой. В начале улицы (после примыкания Хозяйственной улицы) есть ответвление длиной 300 м к Черниговской улицы. Застроена частично, нумерация не стандартизирована. 
Учреждения: нет